# 国民国家

『民衆を導く自由の女神』（ウジェーヌ・ドラクロワ画）

国民国家（こくみんこっか、英: Nation-state、仏: État-nation、独: Nationalstaat）とは、国家内部の全住民をひとつのまとまった構成員（＝「国民」）として統合することによって成り立つ国家。領域内の住民を国民単位に統合した国家そのものだけではなく、それを主権国家として成立する国家概念やそれを成り立たせるイデオロギーをも指している。

## 概要

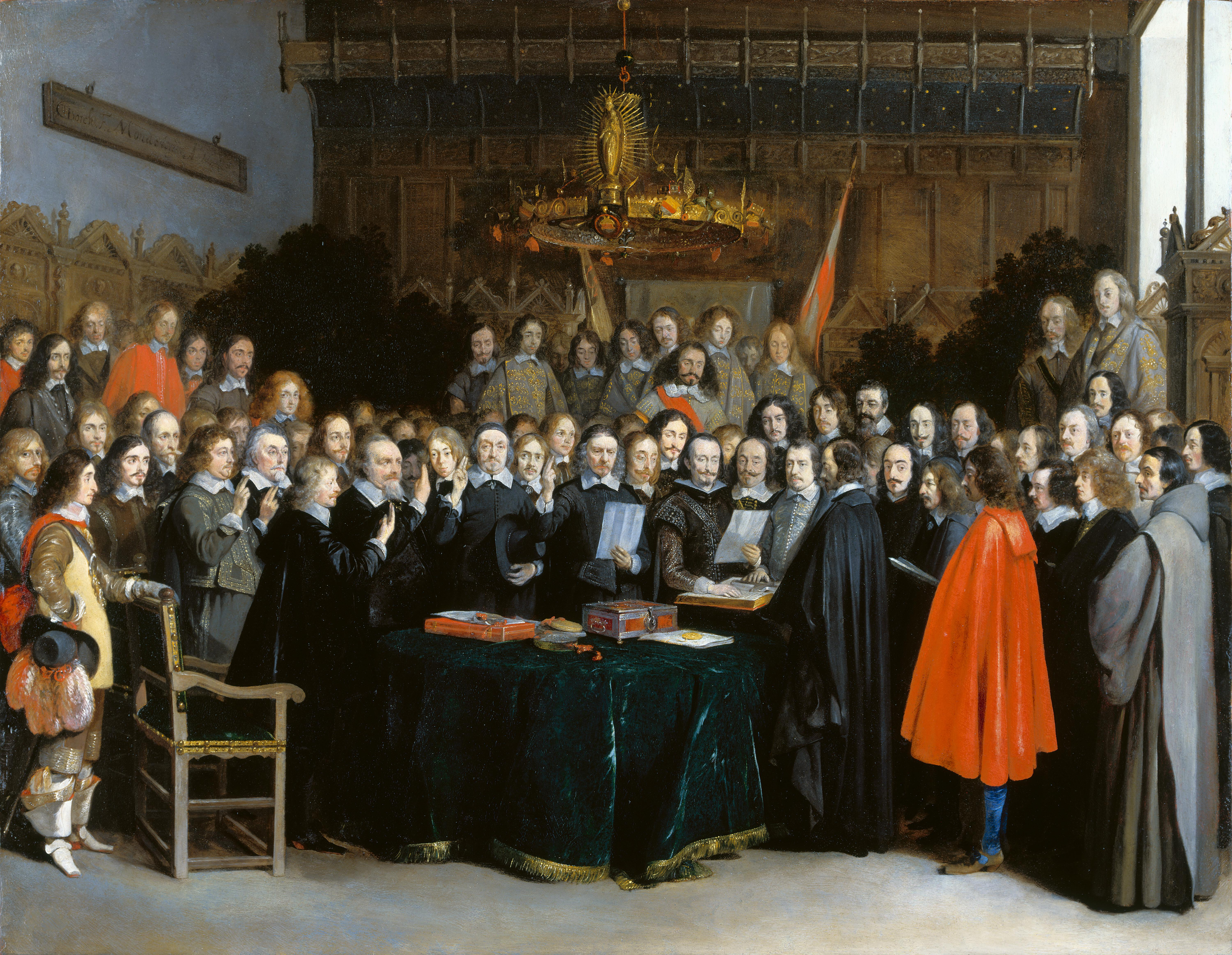
ヴェストファーレン条約で総称される条約のうちミュンスター条約締結の図（ヘラルト・テル・ボルフ画）

歴史的にみれば、絶対王政によって中央集権体制の整えられた国家が三十年戦争を通じてさらに強力化し、三十年戦争の講和条約であるヴェストファーレン条約（1648年）によって、このとき神聖ローマ帝国（ドイツ）の領域に多数の主権国家が生まれ、またオランダ（北部ネーデルラント）はスペインから国としての独立を果たした。こうしてそのとき生まれたヨーロッパの国際秩序を「主権国家体制」ないし「ヴェストファーレン体制」と称する。
こののち、ヨーロッパでは17世紀のイギリス市民革命（清教徒革命、名誉革命）、18世紀のフランス革命などにみられるように、絶対王政に対する批判として君主に代わって「国民」が主権者の位置につくことによって近代国家が形成された。18世紀から19世紀にかけて、オランダ・イギリス・フランスにつづいてヨーロッパの他地域でも市民革命が起こり、また、英仏をモデルとした近代化が進められた。こうして成立した国家が「国民国家」であるとされる。
「国民国家」形成過程においては、国民は一般に、国旗、国歌、使用する文字や言語の標準化などの統制を通じて、国民的アイデンティティを形成していく。

## 諸国民の春

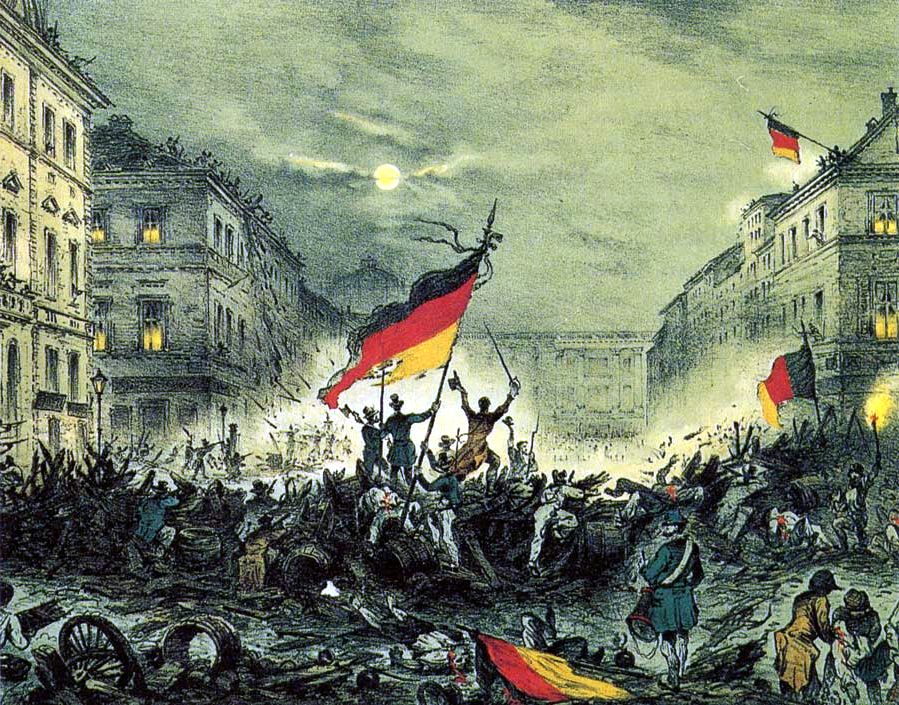
1848年のベルリン三月革命

ヨーロッパにおいては、1848年革命（「諸国民の春」）ののち、つぎつぎと「国民国家」が成立した。ドイツ帝国とイタリア王国は統一運動によって、バルカン半島ではセルビア王国、モンテネグロ公国、ルーマニア王国、ブルガリア公国などはオスマン帝国からの独立によって、それぞれ生まれた国民国家であった。近代の国家システムのなかで、国民は主権者としてのさまざまな権利を有すると同時に、納税、兵役、教育の義務を担うこととなった。国民国家形成はしばしば、当該民族にとって「悲願のできごと」として表現されることが多い。しかし、実際には、国家領域のなかには多様な人びと、複数の集団が存在していることが多いため、さまざまな問題をはらんでおり、歴史的に重大な事件を引き起こす要因ともなってきた（後述「国民国家のはらむ問題」節参照）。

## 国民的アイデンティティー
国家の住民を、「国民」にまとめあげる際、重要な要素となったのが「民族としてのアイデンティティー」であった。ここでいう民族は、人類学的な民族（エスニック集団）と必ず一致しているわけではない。国家の一員としての帰属意識（国民的アイデンティティ、ナショナル・アイデンティティー）の獲得を促したのが、工業化による富や社会構造の変動、言文一致運動とそれを担った娯楽の発展、マスメディアの誕生、義務教育等々による国語の定着などである。また、多くの場合は時期をほぼ同じくして、歴史が国民に共有されたこと、経済圏が統一されて国民経済が確立したことが、その促進要因として挙げられる。国民国家は、国家のために税金から命まで差し出す国民を育成し、それまでの嫌々ながらも従う農民の構図に比べて圧倒的に動員能力のある国家を生み出した。

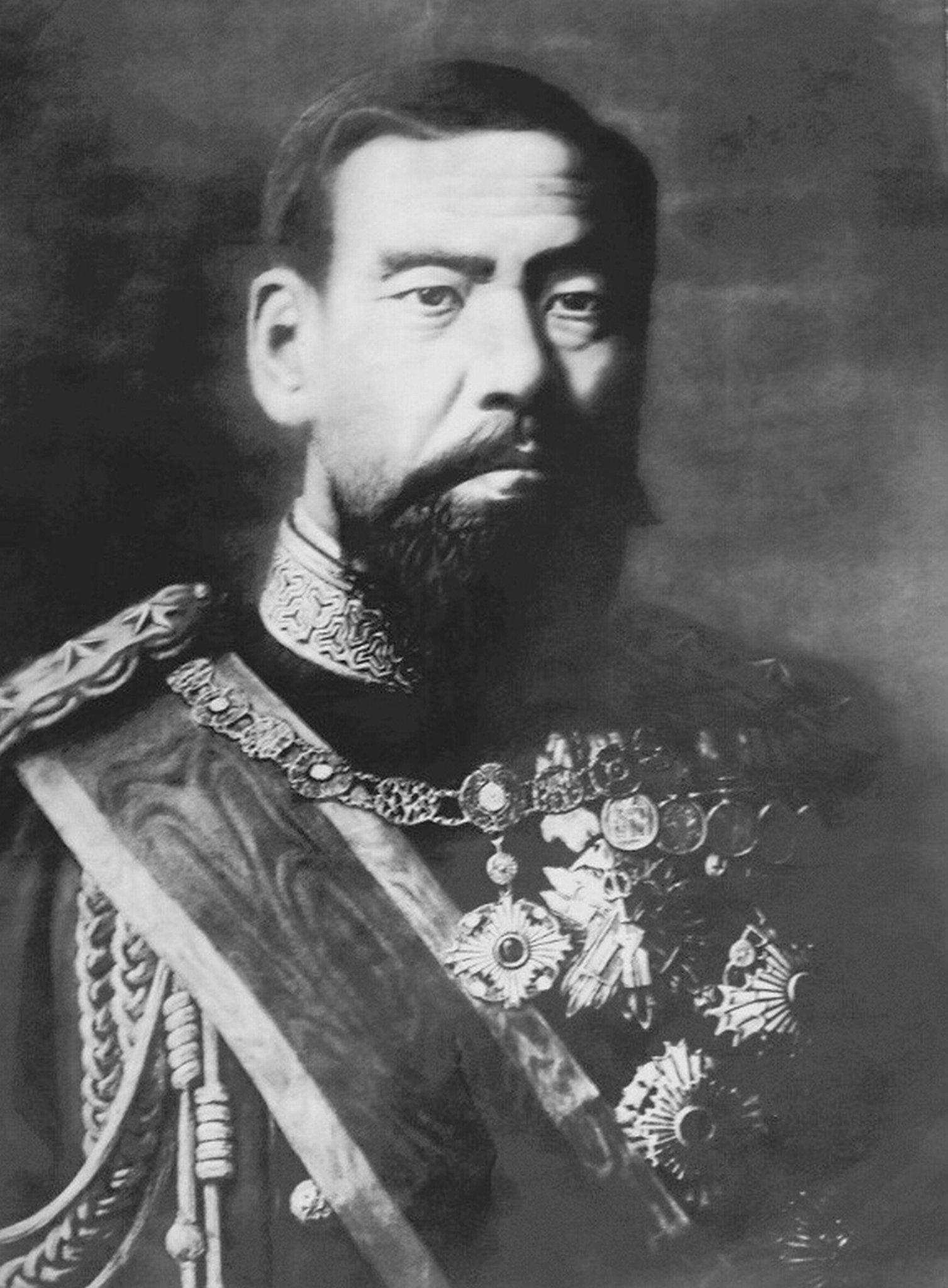
明治天皇

日本では、明治維新によって、日本列島に大日本帝国という国民国家が成立した。それまで幕藩体制下では民衆はまず直接の統治者である藩を国（クニ）として意識していた。それまでは幕府による統一はあっても中央集権は緩やかであり、藩をまたぐ民衆の移動が制限されていたので言葉や文化、政治の違いも大きく、民衆は「日本国民」という意識が稀薄であった。そうした状況を改め、西欧諸国に対抗するべく明治政府は一君万民を唱え中央集権化を進めることで地方較差を薄め、「日本国民」としての意識を広めていく必要があった。しかし、西欧的な「国民」という概念は当時の日本人にとって抽象的であり、民衆に浸透させることが困難であると危惧した明治政府は、当時の民衆にもわかりやすいように、万民が等しく天皇陛下の臣（臣民）であるというように広めた。
宮台真司は、「幕藩体制下では『クニ』とは藩のことで、庶民レベルには『日本』という概念がなかった。だから、日本統合の象徴である『天皇』という“共通の父”により、『一君万民』のフレームによってクニとクニの対立を忘却させ、一つの国民国家として融和させた」と述べている。また、宮崎哲弥は「マスメディアは国民国家の要であり、特にテレビは、日々刻々『国家なる幻想』を産出している装置である」と指摘している。

## 問題

### 1861年イタリア統一

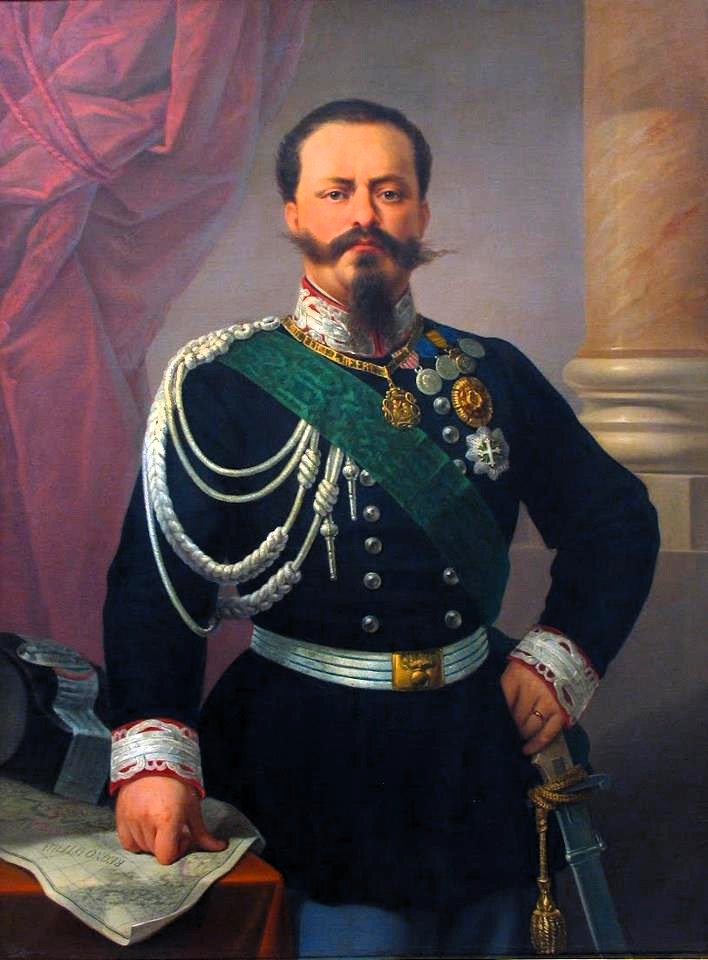
統一されたイタリアの初代国王ヴィットーリオ・エマヌエーレ2世

「諸国民の春」ののちイタリアでは、イタリア統一運動が活発化し、1861年にはイタリア王国が成立した。しかし、そののちも、オーストリア帝国領内には「イタリア語の発音が聞こえる地域」がのこった。南ティロル地方、トレンティーノ地方、トリエステ、イストリア地方、フィウーメ（リエカ）、ダルマツィア地方など旧ヴェネツィア共和国領にあたる地域であり、これらの地域は「未回収のイタリア」と称された。統一イタリア王国は普墺戦争の際、プロイセン王国軍と同盟してオーストリアと戦い、ヴェネツィアを回収したが、戦争は7週間で終結したため、ヴェネツィア以遠のイタリア人居住地域の「奪回」を果たすことができなかったのである。

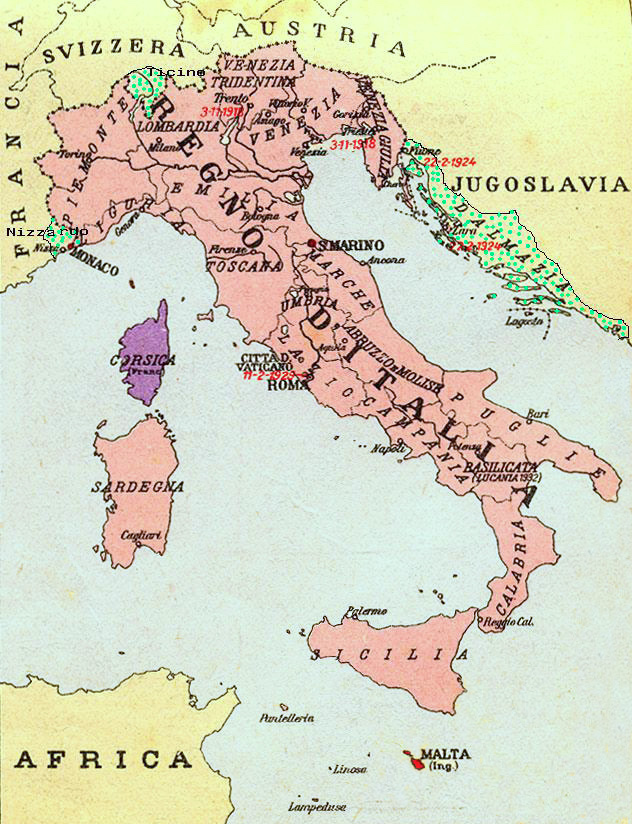
「未回収のイタリア」

「未回収のイタリア」の存在は、その後のイタリアを左右しつづけた。イタリアは、第一次世界大戦に際し、当初三国同盟に基づいて同盟国側に立ったが、「未回収のイタリア」帰属問題をめぐりオーストリア・ハンガリー帝国と対立、開戦に際しては中立を宣言し、最終的には、1915年にイギリス・フランスなど連合国側について参戦した。しかし、こうして第一次大戦の戦勝国となりながらも、期待していたフィウーメなどの領地が得られなかったことから、戦後のヴェルサイユ体制に強い不満をもつ人も少なくなかった。「未回収のイタリア」問題は、1920年代から30年代にかけてのファシスト党の台頭の遠因のひとつとなったのである。

### 1871年ドイツ統一
19世紀後半のドイツ統一は、一般的には、プロイセン王国の宰相オットー・フォン・ビスマルクによって進められ、1871年のプロイセンを中心とするドイツ帝国（ドイツ国）という国民国家の成立で達成されたと理解される。しかし、実際のドイツ帝国は、領域内の全住民をひとつのまとまった構成員として統合する国家という上述の定義からは程遠いものであった。
ドイツ統一へ向けた議論は、1848年のフランクフルト国民議会で本格化した。この時期のドイツは、オーストリア帝国とプロイセン王国の二大邦国をはじめ39の独立領邦がドイツ連邦という国家連合を構成し、各自の国家主権を保持したまま相互の安全保障を図っていた。議会では「ドイツ人とは何か」「どこまでをドイツとするか」という問題をめぐって紛糾した。前者においては、
1. 地縁（ドイツに住む人）
2. 言語（ドイツ語を話す人）
3. 血縁（ドイツ人的血縁をもつ人）

が考えられたが、実際にはこれらが重ならないことも多かった。プロイセンやオーストリアには言語・血縁において「非ドイツ人」も多かった一方、ドイツの領域外にも東方植民などによって多数の「ドイツ人」が居住していたからである。
後者においては、「小ドイツ主義」、「大ドイツ主義」、そして「中欧主義」という3種類の統一構想が用意された。小ドイツ主義はオーストリアを除外したプロイセン中心の案であり、大ドイツ主義ではオーストリアの「ドイツ的部分」のみを含めた統一、中欧主義では「非ドイツ人」も含めたオーストリア・プロイセン・ドイツ諸邦を包摂する統一を意味するものであった。フランクフルト議会では当初「大ドイツ主義」が優勢であったが、オーストリアは、その内部のドイツ的部分・非ドイツ的部分を問わないオーストリア帝国の単一・不可分を主張する「一体性宣言」を発したことで「大ドイツ主義」が動揺し、激しい議論の結果、「小ドイツ主義」方式が採用されることとなった。しかし、統一ドイツの世襲皇帝に選出されたプロイセン王フリードリヒ・ヴィルヘルム4世は、1849年、「議会の恩恵による」帝位に就くことを拒否して、ドイツ統一憲法（「パウロ教会憲法」）は宙に浮いて統一実現には至らなかった。

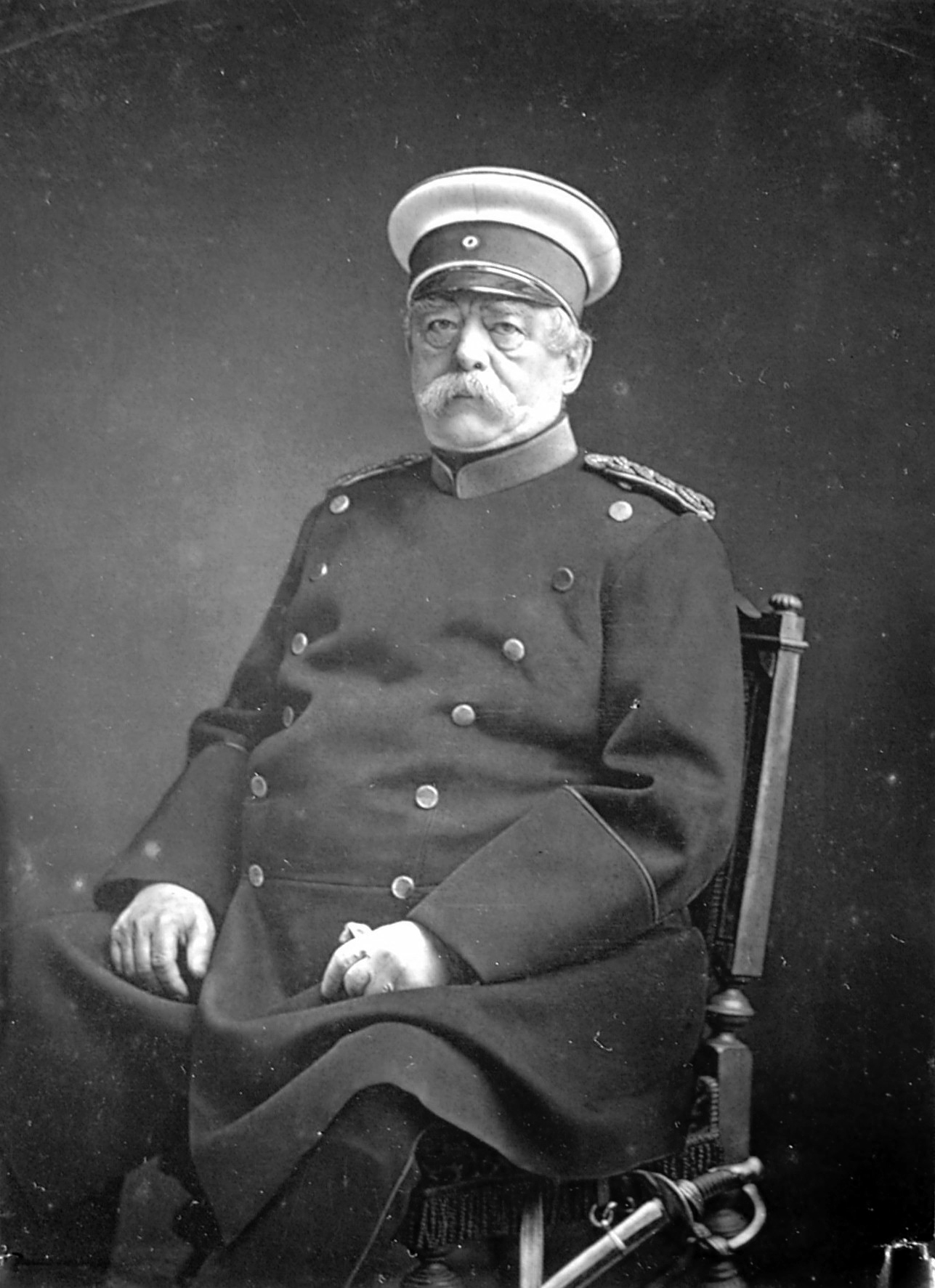
プロイセン王国・ドイツ帝国の宰相ビスマルク

結局、ドイツ統一はビスマルクの誘発した普墺戦争（1866年）と普仏戦争（1870年-1871年）によって成し遂げられた。それは「小ドイツ主義」的ではあったが「大プロイセン」的な性格をもっていた。この過程で、ビスマルクはバイエルン王国のルートヴィヒ2世を買収している。このように強引な形で完成した「国民国家・ドイツ」は、オーストリアに1,000万人を越えるドイツ人を残す一方、普墺・普仏戦争によって獲得した南部シュレースヴィヒ （旧シュレースヴィヒ公国領）やエルザス＝ロートリンゲン（旧フランス領）などには「非ドイツ人」を多数かかえる国家となった。
歪な形で成立した「国民国家」における未解決の諸問題は、新たな問題の火種となった。エルザス＝ロートリンゲンをめぐってはフランスとの対立が繰り返され、第一次世界大戦後に顕在化した旧オーストリア領のドイツ人問題はアドルフ・ヒトラーに独墺合邦及びズデーテン併合の野望を抱かせた。「非ドイツ人」問題は、周辺諸国との国境問題や国内での民族問題につながったが、その最たるものがナチス・ドイツ（ヒトラー政権）によるユダヤ人大量虐殺（ホロコースト）である。
一方、第一次大戦後もドイツ領にとどまったシレジア（シュレージエン）では、ドイツ系住民によるポーランド系住民の迫害が起こり、従来、ドイツ帝国への帰属意識の強かったポーランド系住民の間にも民族意識が高まって、シレジアのポーランド（ポーランド第二共和国）への併合を求めるシレジア蜂起が数回にわたって起こっている。
「国民国家」は、国民の同質性を前提として統合されたが、「国民」という均質で固定された純粋な存在を意識的につくりだしていく一方、他面では雑種的でしかありえない文化や言語、そこからはみ出てしまう社会的少数者に対して抑圧的、排他的な現実をつくり出した。この現象は、決してドイツに限った話ではない。「国民国家」の大義は、先住民族や少数民族の権利と衝突することが多いのである。20世紀前半は、世界各地において、国民国家に潜在化していた矛盾や隠蔽してきた諸問題が、特に際立って露呈した時代であった。

### 現代
第二次世界大戦後には、多国籍企業が多数あらわれ、国民経済の枠組みを超える存在となっている。また、東南アジア諸国連合 (ASEAN) やヨーロッパ連合 (EU) や南米諸国連合 (UNASUR) のような地域連合も結成され、特に冷戦後にはその動きが活発化するなど、「国民国家」の枠組みが問われる時代になっている。しかしながら、「国民国家」の問題は決して過去の問題ではない。
現代のドイツ連邦共和国基本法によれば、「ドイツ人」とは、「ドイツ国籍を有する者」または「ドイツ民族所属性を有する難民ないし被追放者として、あるいはその配偶者ないし直系卑属として、…（略）…ドイツ・帝国の領内に受け入れられていた者」と規定される。この文言のなかの「ドイツ民族所属性を有する」という定義は、ナチ時代の内務省の回状に淵源をもつといわれる。これは、戦後、移住先の東ヨーロッパ諸国などを追われたドイツ系の人びとを受け入れるためにやむを得ない処置でもあったが、ドイツは、現代においても同一言語・同一人種という民族主義的な国籍原理を採用しているのである。

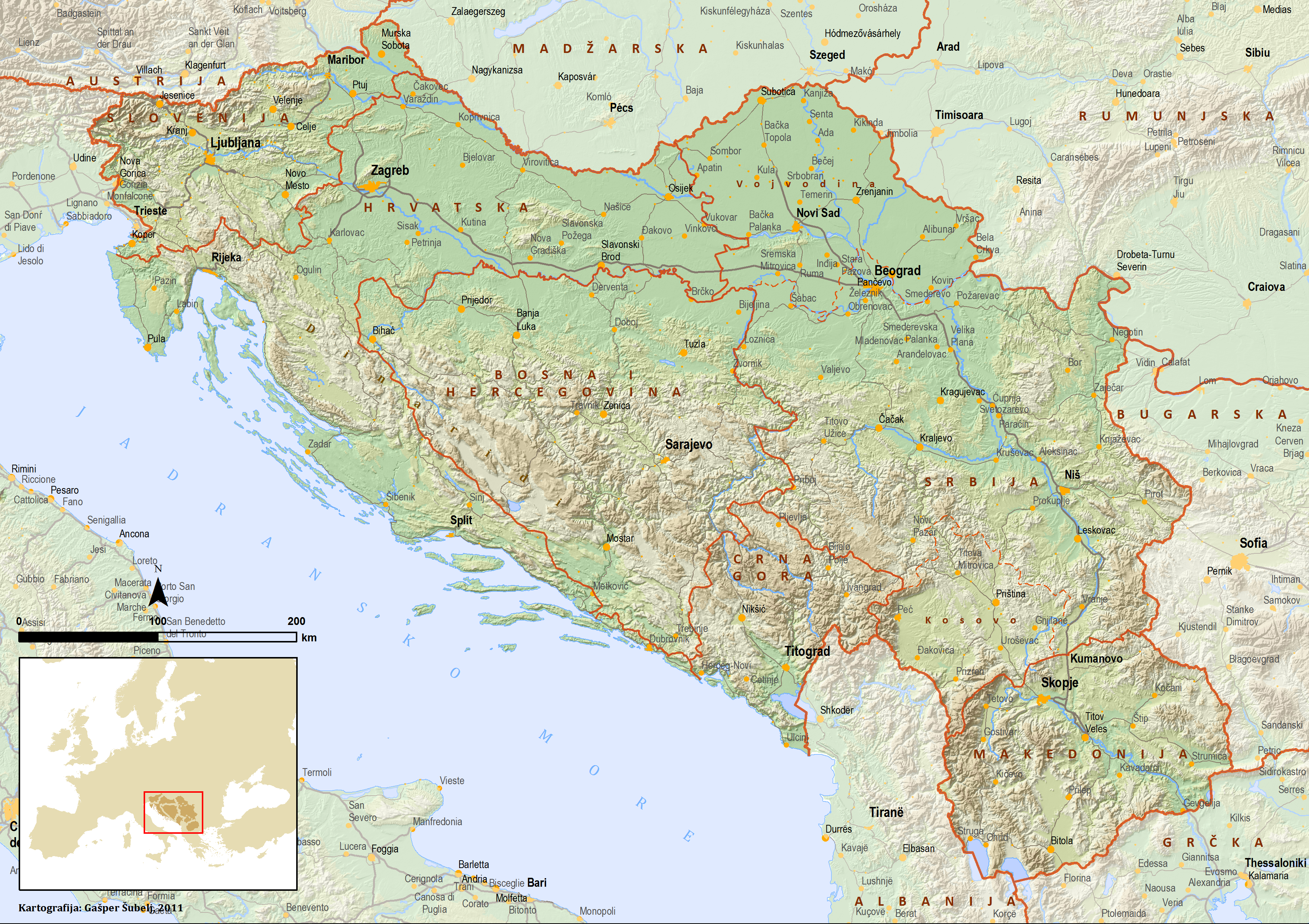
1945年から1990年までは「1つの国」であった旧ユーゴスラビア連邦

多民族国家であったかつてのユーゴスラビア社会主義連邦共和国は、その多様性を「7つの国境、6つの共和国、5つの民族、4つの言語、3つの宗教、2つの文字、1つの国家」と表現されていた。しかし、冷戦の終結と東欧社会主義の崩壊は、この国を「ヨーロッパの火薬庫」に引き戻した。
1991年6月、スロベニアとクロアチアの両共和国はユーゴスラビア連邦からの独立を宣言し、セルビアが主導するユーゴスラビア連邦軍とスロベニアとの間に十日間戦争、クロアチアとの間にクロアチア紛争が勃発した。十日間戦争は短期間で終結したものの、クロアチア紛争は長期化し、それまで地域社会で共存していたセルビア人とクロアチア人が相互に略奪、虐殺、強姦を繰り返す「憎しみの連鎖」が生まれた。また、1992年3月に発せられたボスニア・ヘルツェゴビナの独立宣言をきっかけに、独立に反対するセルビア人と独立を推進するボシュニャク人（ムスリム人）が軍事的に衝突、多くは独立に賛成の立場をとるクロアチア人がこれに加わった。これが同年4月よりはじまったボスニア・ヘルツェゴビナ紛争である。ボスニア・ヘルツェゴビナでは、セルビア人・クロアチア人・ボシュニャク人の混住が進行していたため、状況はさらに深刻で、セルビア、クロアチア両国が介入したこともあって戦闘は泥沼化し、その過程で民族浄化が発生した。1995年7月、セルビア人勢力は、国際連合の指定する「安全地帯」であったスレブレニツァに侵攻し、同地のボシュニャク人男性すべてを絶滅の対象とし、8,000人以上を組織的に殺害するスレブレニツァの虐殺が引き起こされた。この虐殺は、旧ユーゴスラビア国際戦犯法廷および国際司法裁判所によってジェノサイドと認定された。1996年に起こったコソボ紛争でも1999年にジェノサイド（ラチャクの虐殺）が発生し、国際問題へと発展した。

「国民国家」の先進国とされてきたフランスもまた、バスク地方など分離主義運動など多くの火種をかかえており、イギリスにもアイルランド共和軍（IRA暫定派）による北アイルランドのイギリスからの分離と全アイルランドの統一を目指す運動があり、ブリテン島内部にもスコットランドの地域分離主義運動がある。

## 現在
第二次世界大戦以降、旧列強の植民地が相次いで独立し、また、その後の冷戦の崩壊による急速なグローバル化のなかで、「国民国家」の批判的な問い直しが進行している。社会科学や文化研究の領域においては、どのような文化装置ないし政治的装置によって「国民」という均質的な「想像の共同体」が現出したのか、また、「国民」は歴史的につくられてきた存在にほかならないのに、どうして言語や民族によって一定の過去や伝統、文化を保持する機構として自明視されたのか、さらに、「国民」の形成が、レイシズム（人種主義）や性差別、クセノフォビア（外国人嫌悪あるいは外国人恐怖）、階級などといった社会的な差別構造をともなうのは何故なのかなどの問題について分析作業が進められている。
1983年には、アメリカ合衆国の政治学者ベネディクト・アンダーソンによって、このような国民国家論の先がけとなる『想像の共同体』が刊行された。ここでは、近代社会への移行期に興起した「世俗語革命」による近代小説の成立、そして「出版資本主義」によって書籍が流通することによって「国家語」の成立に寄与したことが指摘された。そして、言語と出版文化の共有を通じ、「公定ナショナリズム」の後押しによって「国民」という集団的なアイデンティティが形成されていく仕組みと社会編成が示された。書名の「想像の共同体」とは、共同体のメンバーは「おそらく互いを知ることができない」ところに由来している。

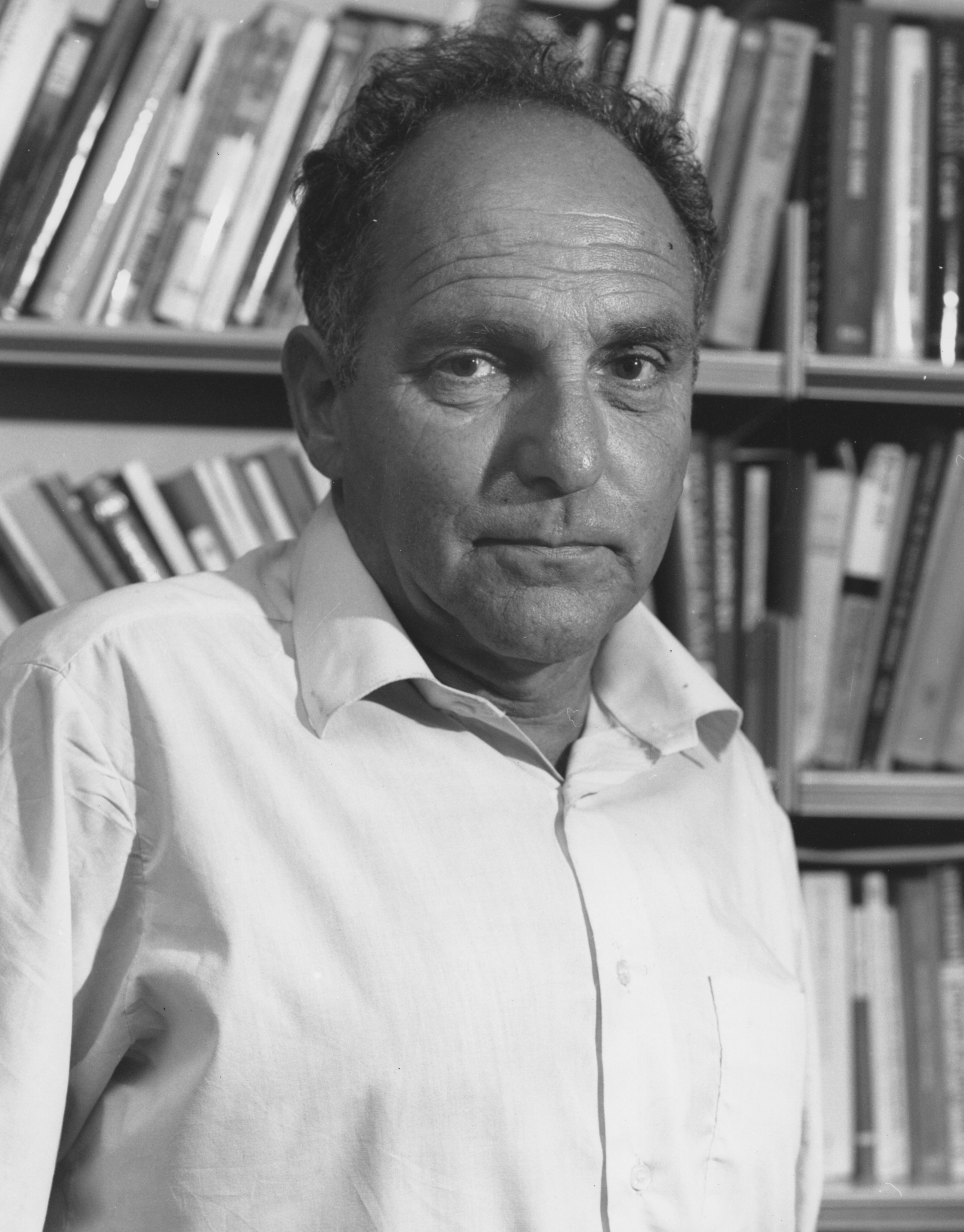
パリで生まれてプラハで育ったアーネスト・ゲルナー（1977年）

同じ1983年には、イギリスの社会学者でユダヤ系のアーネスト・ゲルナーが『民族とナショナリズム』を著し、産業社会の勃興と国民形成の関連性を指摘した。そこでは、ナショナリズムは「政治的単位と民族的・文化的単位の一致を求める一つの政治的原理」であると論じ、「産業化」および産業社会の要請に応える高度な「識字能力」の一般化、また、巨大な社会的費用をかけた教育システムの整備を実行に移せるのは畢竟、国家でしかありえないとして近代ナショナリズムの起源を説明した。
1983年にはまた、イギリスの歴史家エリック・ホブズボームの編著による『創られた伝統』が刊行されている。これは、「国民国家」を歴史的な観点から考察したもので、「国民」「国家」「民族」の具体的・実定的なイメージを象徴する様々な伝統もまた、実は近代国家形成期に創出されたものにほかならないことが示されている。
1988年には、アメリカの社会学者イマニュエル・ウォーラーステインとフランスの哲学者エティエンヌ・バリバールが世界システム論などの見地から共著『人種・国民・階級』を著している。